# Timeo di Locri
Timeo di Locri (Locri, ... – V secolo a.C.) è stato un giurista, astronomo e filosofo greco antico della scuola pitagorica del V secolo a.C.

## Biografia
Conosciuto anche Psudo-Timeo di Locri. Sarebbe l'autore di un trattato Sull'anima della natura e del cosmo (Περί ψυχᾶς κόσμω καὶ ϕύσιος), per certi versi, una rielaborazione di età ellenistica del dialogo Timeo di Platone.
Alcuni, visti anche gli scarsi dati biografici noti, pongono perfino in dubbio la sua reale esistenza storica, o quanto meno ravvisano una possibile confusione con autori omonimi.